# Nicole Estienne

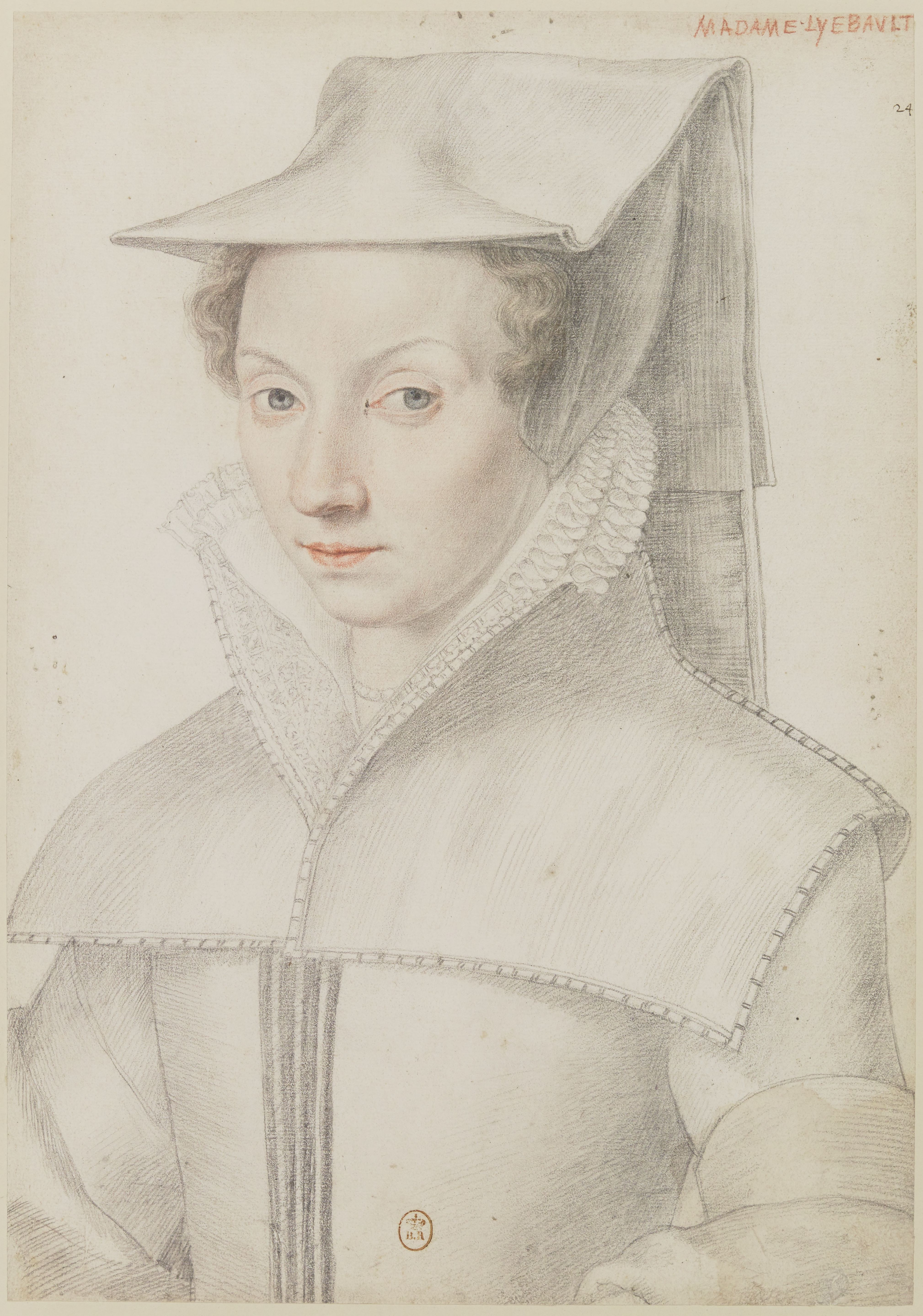
Nicole Estienne (1573)

Nicole Estienne, verheiratet Liébault (* um 1542; † zwischen 1584 und 1596), war eine französische Dichterin.

## Leben
Nicole Estienne stammte aus einer einflussreichen Drucker- und Verlegerfamilie des 16. Jahrhunderts. Sie war die älteste Tochter des Anatomen Charles Estienne und seiner Frau Geneviève de Berly. 1560 war sie zunächst mit dem Dramatiker und Lyriker Jacques Grévin verlobt. Grévin widmete ihr seine Sonett-Reihe L’Olympe, auf die sie mit einigen Gedichten antwortete. Später wurde das von Grévin erdachte Pseudonym „Olympe“ häufig auf Nicole Estienne angewandt. Die Verbindung hatte jedoch keinen Bestand, und 1561 heiratete Estienne stattdessen den Mediziner und Autor Jean Liébault (um 1535–1596), der Dekan an der medizinischen Fakultät in Paris war und unter anderem über Frauenkrankheiten publizierte.
Estiennes Werk beschäftigt sich hauptsächlich mit der Rolle der Frau in der Gesellschaft. Als Antwort auf das Gedicht Stances du mariage (1573) von Philippe Desportes, in dem er die Ehe als eine Last für Männer darstellt, verteidigte Estienne in ihrem Werk Stanzes du mariage die negativ dargestellten (Ehe-)Frauen. 
In ihrem Hauptwerk Les Misères de la Femme mariée (um 1587, 35 sechszeilige Strophen im Versmaß Alexandriner) beschreibt sie zwar auch die Ehe als potentiell positive Einrichtung, führt aber die in der Realität auftretenden Probleme auf. Sie kritisiert darin die zu ihrer Zeit übliche Verheiratung von Frauen, ohne deren Meinung zu berücksichtigen, Probleme durch einen zu großen Altersunterschied oder die mangelnde Bildung von Ehemännern, die ihren Frauen die Bildung verbieten, Ignoranz gegenüber den Leistungen der Frauen sowie Gewalt in der Ehe. Ob das Werk autobiografische Inhalte hat, ist ungeklärt. Dagegen spricht unter anderem, dass sie mit der humanistischen Tradition vertraut war, bei der ein Autor zwei gegensätzliche Seiten eines Themas beleuchtet.
Weitere bekannte Arbeiten von Estienne sind Gedichte, die als Vorwort in den Sammlungen anderer Lyriker wie François Béroalde de Verville erschienen.
Nicole Estiennes Todestag ist unbekannt. Er liegt zwischen 1584, als der Biograf La Croix du Maine sie in sein Kompendium aufnahm, und Juli 1596, da sie vor ihrem Ehemann verstarb. Zum Teil wird vermutet, dass sie 1588 noch lebte, da sie ein einleitendes Sonett zu einer in diesem Jahr erscheinenden Gedichtsammlung von Baptiste Badere beitrug.
Sie geriet zunächst weitgehend in Vergessenheit, bis Jacques Lavaud sie 1931 in seiner Schrift Revue du seizième siècle zu den talentiertesten Dichterinnen ihrer Zeit zählte. Gegenwärtig wird Estienne und ihre Rolle in der Ehedebatte wieder zunehmend untersucht.

## Werke (Auswahl)
- Le mépris d’amour. (verschollen)
- L’Apologie ou Défense pour les femmes contre ceux qui les méprisent. (verschollen)
- Stanzes du mariage. um 1573.
- Les Misères de la Femme mariée, où se peuvent voir les peines et tourmens qu’elle reçoit durant sa vie. Pierre Menier, Paris um 1587.
- Un quatrain liminaire. In: François Béroalde de Verville: Les Apprehensions Spirituelles, Poemes et autres Oeuvres Philosophiques, avec Les Recherches de la pierre philosophale. Timothee Joüan, Paris 1584.
- Un sonnet liminaire. In: Baptiste Badere: Devotes meditations chrestiennes, sur la Mort et Passion de nostre Seigneur Jésus Christ. Guyon Giffard, Paris 1588.